# متنزه ماروجيجي الوطني
منتزه ماروجيجي الوطني (بالإنجليزية Marojejy National Park)، هي محمية وطنية في منطقة سافا الواقعة شمال شرق مدغشقر. وتغطي مساحة 55500 هكتار (214 ميل مربع) وترتكز في سلسلة جبال ماروججي، هي سلسلة جبلية يبلغ ارتفاعها 2,132 م (6,995 قدم). وأقتصر الوصول إلى المحمية في السابق على العلماء والباحثين وذلك حينما وضعت المنطقة كمحمية طبيعية بقوانين صارمة تحكم الولوج إليها في عام 1952. في عام 1998، فُتحت المحمية للجمهور عندما حُولة إلى منتزه وطني. وأصبحت في عام 2007 جزءًا من مواقع التراث العالمي المعروفة باسم الغابات المطيرة في أتسينانانا. وعلى الرغم من تضاريسها الوعرة، إلا إنه الصيد غير المشروع وقطع الأشجار الانتقائي لا تزال من المشاكل المستمرة. لا سيما منذ بداية الأزمة السياسية عام 2009 في مدغشقر. كما يُشكل التعدين والزراعة وحرق وقطع الأشجار من أجل أخشابها تهديدًا حقيقيًا في سيرورة المحمية وحياتها البرية.